# Franco Ventriglia
Franco Ventriglia (Fairfield, 20 ottobre 1922 – Wallingford, 28 novembre 2012) è stato un basso statunitense, che ha cantato in tutti i principali teatri d'opera europei negli anni '50, '60 e '70. Tornò negli Stati Uniti nel 1978, dove continuò a esibirsi in luoghi come la Carnegie Hall, e viaggiò per esibirsi nel sud-est asiatico, fino al suo ritiro nel 2001 all'età di 79 anni.

## Biografia
Franco Ventriglia nacque il 20 ottobre 1922 a Fairfield, Connecticut. Crebbe in una fattoria di ortaggi e si diplomò alla Roger Ludlowe High School di Fairfield nel 1941. Si arruolò nel Corpo dei Marines, prestando servizio nel 1st Marine Aircraft Wing nella Guerra del Sud Pacifico durante la seconda guerra mondiale. Dopo il ritorno dalla guerra, stava lavorando alla stazione di servizio di suo fratello a Easton, Connecticut, quando Mario Pagano, maestro de Canto presso l'American Theatre Wing Professional School, sentì da uno dei colleghi di Ventriglia del suo talento canoro. Ventriglia superò un'audizione e continuò a frequentare la scuola del G.I. Bill, incontrando tra gli altri il compagno di classe Marlon Brando.

## Carriera
Ventriglia ha lavorato come ispettore presso Sikorsky Aircraft a Stratford, Connecticut ed ha cantato in concerti locali. Dopo aver assistito ad alcuni dei concerti di Ventriglia a Bridgeport, Connecticut, Igor' Sikorskij, un amante della musica, concesso a Ventriglia il permesso di prendersi un giorno libero dal lavoro ogni settimana per continuare i suoi studi di canto a New York City.
Dopo la morte di Pagano, Ventriglia e sua moglie Jean salirono a bordo del transatlantico SS Constitution per l'Italia. A bordo, dopo aver cantato Ol' Man River per un gruppo in prima classe, incontrò un imprenditore che gli chiese di contattare Toti Dal Monte, un grande soprano di coloratura che insegnava anche canto a Roma. Ventriglia prese lezioni di canto dalla Dal Monte ed alla fine fece il suo debutto operistico a Palermo, cantando in I maestri cantori di Norimberga. Successivamente cantò con Luciano Pavarotti in La bohème e Rigoletto. Si è esibito in Samson et Dalila alla Scala, una performance che ha considerato il momento clou della sua carriera.

## Ritiro
L'ultimo concerto di Ventriglia è stato all'età di 79 anni.